# C3型光合成
C3型光合成（C3がたこうごうせい）とは、光合成の過程で一般のCO2還元回路であるカルビン・ベンソン回路のみによる光合成である。C3型光合成のみを行なう植物をC3植物と言う。

## 概要
C3植物の光合成はC4植物とは異なり、葉肉細胞と維管束鞘細胞の分業で行われない。C3植物はC4植物とは異なり、高温や乾燥などの気孔が閉じがちになる条件下ではCO2を集めにくくなる。高温や乾燥、低CO2、貧窒素土壌と言った、植物には苛酷な気候下では光合成の効率が下がる。
乾燥などの悪条件がなく、気孔を閉じておく利点が特にない環境では、CO2の固定のために比べて余分のエネルギーが必要になるC4植物とは異なり、C3植物では光合成の効率が下がらない。そのため、乾燥した草原のような地帯では望ましくない性質であると言える。イネやコムギといった主要作物はC3植物である。

## C4植物との違い

### 構造上の違い
C3植物の葉緑体は葉肉細胞では発達しているが、維管束鞘細胞ではあまり発達しない。しかし、C4植物では維管束鞘細胞にも発達した葉緑体が存在するのが特徴である。
C3植物では維管束の周りを取り囲むように維管束鞘細胞が配列し、その周りを葉肉細胞が取り囲んでいる花環のように見えるクランツ構造（Kranz：ドイツ語で花環の意味）と呼ばれているような構造は認められない。C3植物の葉緑体は葉肉細胞では発達しているが、維管束鞘細胞ではあまり発達しない。しかし、C4植物では維管束鞘細胞にも発達した葉緑体が存在するのが特徴である。

### 生理的な違い
C3植物はC4植物と比べ、維管束鞘細胞が発達しておらず、この中に葉緑体が存在しない。そのため、C3植物はカルビン・ベンソン回路を葉肉細胞でのみで行う。 C3植物はRubisCOを用いてCO2を固定する。C3植物のCO2補償点は40～100 ppmであるが、これは高温になると上昇し、大気中のCO2濃度（350 ppm）に近づく。そのため、成長速度が制限される可能性が高くなる。また、C3植物はC4植物に比べ水分使用率（光合成に利用する水と蒸散で失う水の比）が低い。これは半乾燥状態での生育が適さない事を意味する。さらに、C3植物はC4植物に比べ、窒素利用効率が低い。この要因として、ひとつはC3経路によるCO2濃縮機構により、RubisCOのオキシゲナーゼ反応が起きることが挙げられる。この結果、RubisCOの生成量が多い。RubisCOは量的に、C3植物では全タンパク質の50％ほどを占めるので、RubisCOの量を節約できないC3植物は窒素利用効率が低くなる。もうひとつの要因としては、光呼吸による窒素の再放出が起きることが挙げられる。加えて、C3植物はC4植物に比べ、光利用効率が低く、過剰な光は光化学系IIや光化学系Iの還元力を蓄積させ、活性酸素を発生させるので植物にとって害となる。C3植物では光化学系IIや光化学系Iの還元レベルが光合成の律速段階とはなりやすく、このため、C3植物は光を有効に利用しきれない。これらの理由から、高温、乾燥、強光下、貧窒素土壌ではC3植物はC4植物に比べ不利である。ただし、光呼吸の影響が少ない地域では前述のようにC4経路でATPが2分子余計に必要になるため、C3植物が有利である。